# Papilio xuthus
Papilio xuthus är en fjärilsart som beskrevs av Carl von Linné 1767. Papilio xuthus ingår i släktet Papilio och familjen riddarfjärilar. Inga underarter finns listade i Catalogue of Life.

## Bildgalleri

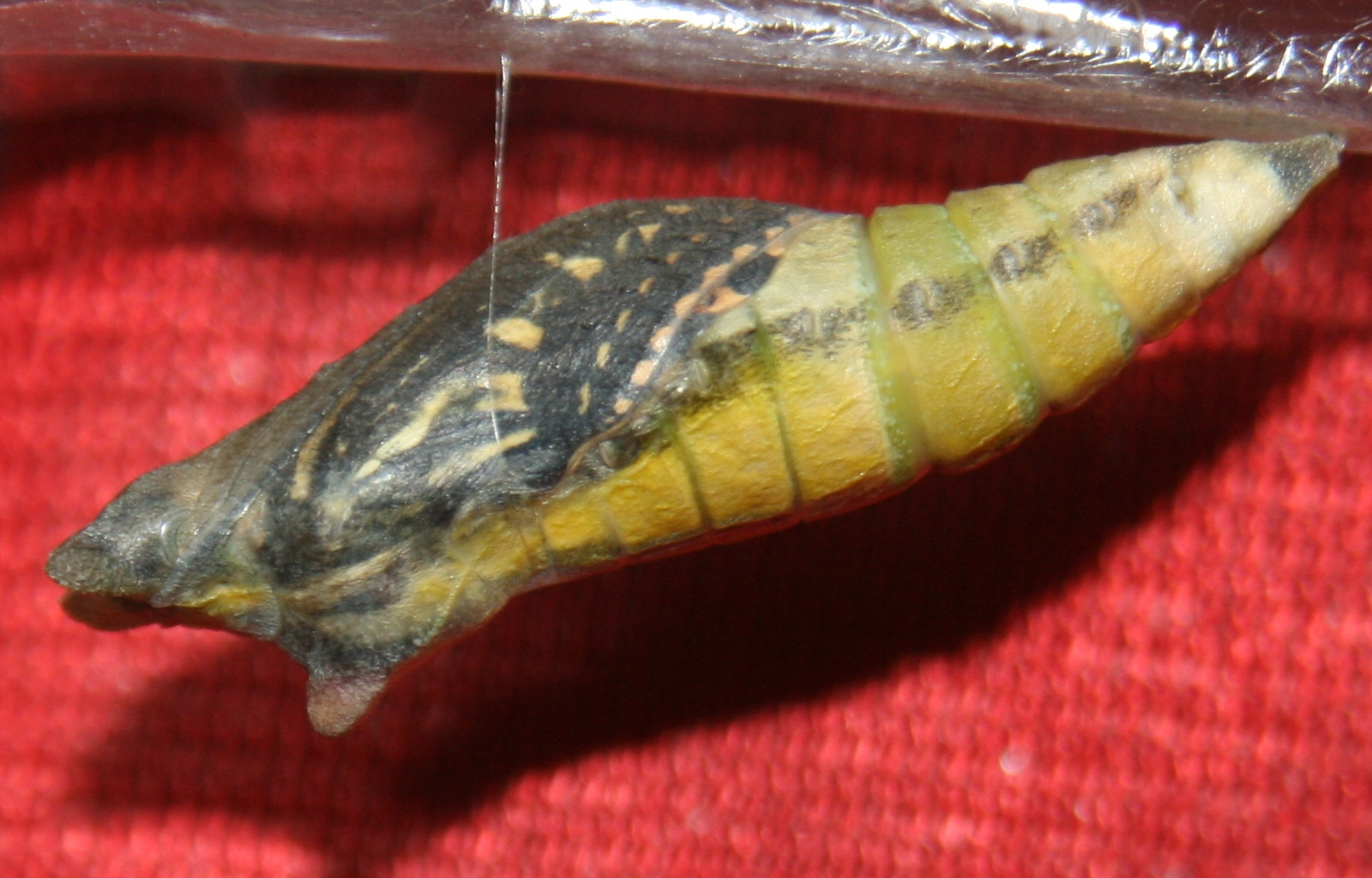
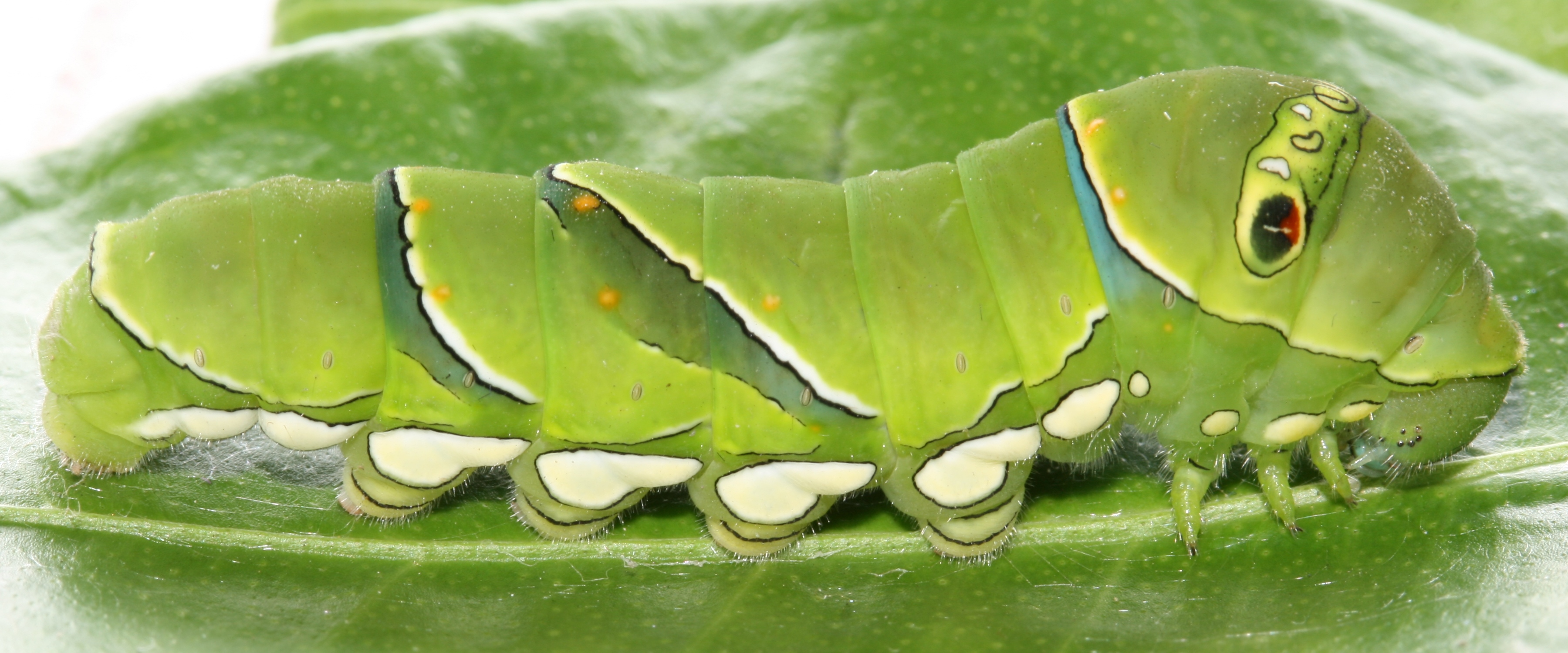
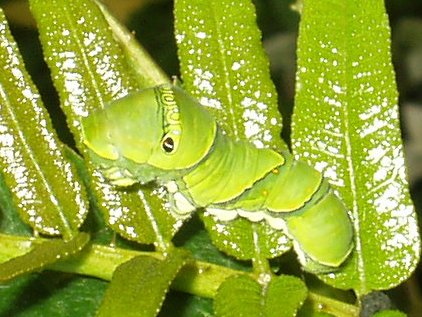
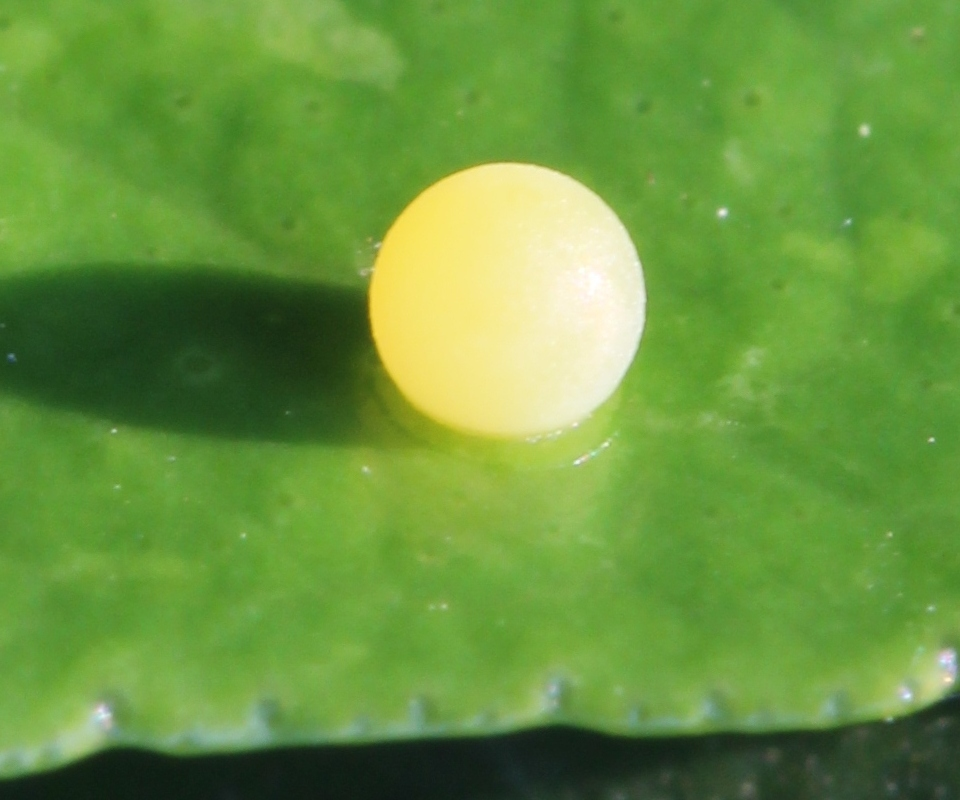
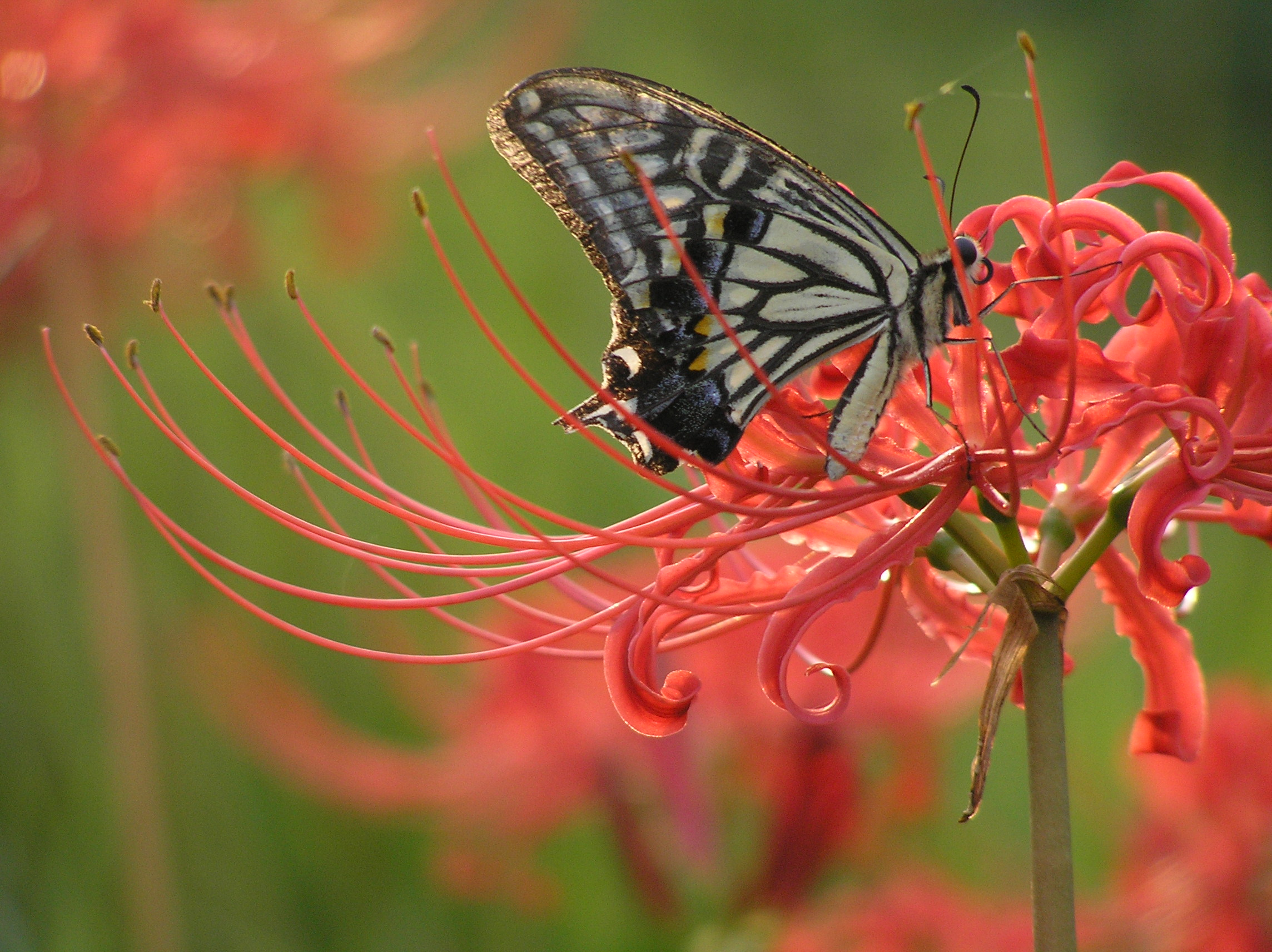
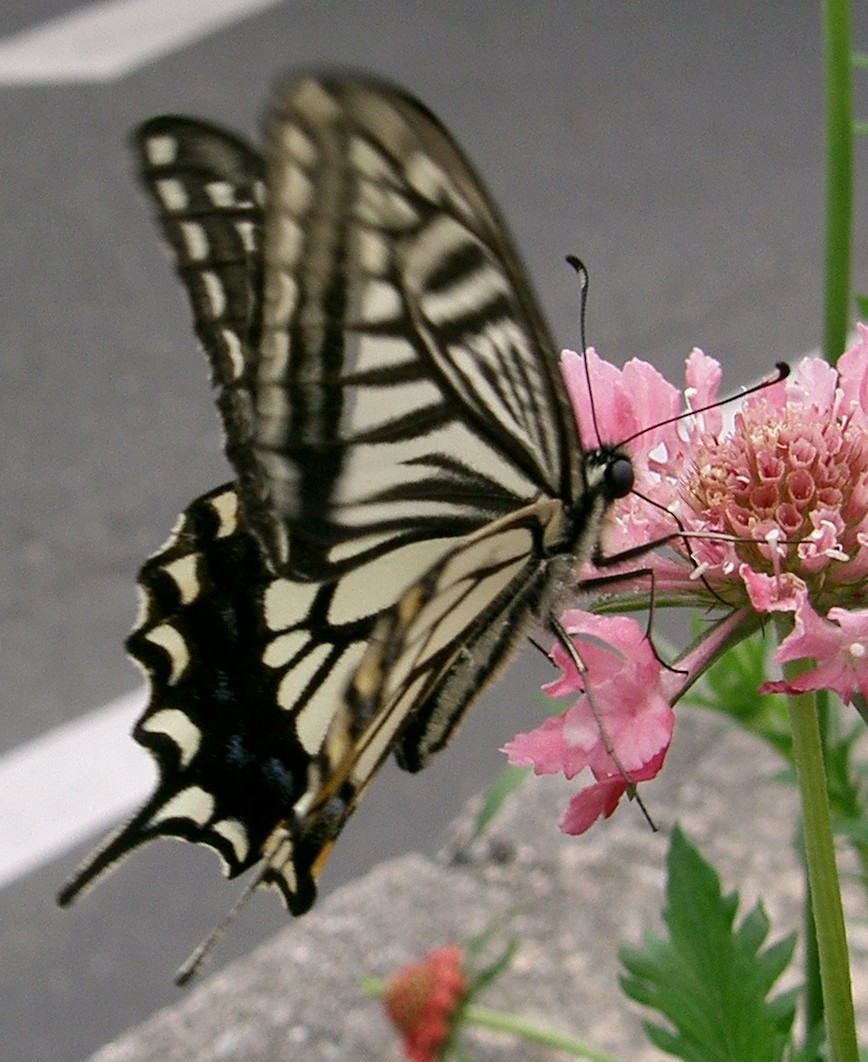